# Émile Appay
Émile Appay (1876-1935) was een Frans kunstschilder.

## Werk

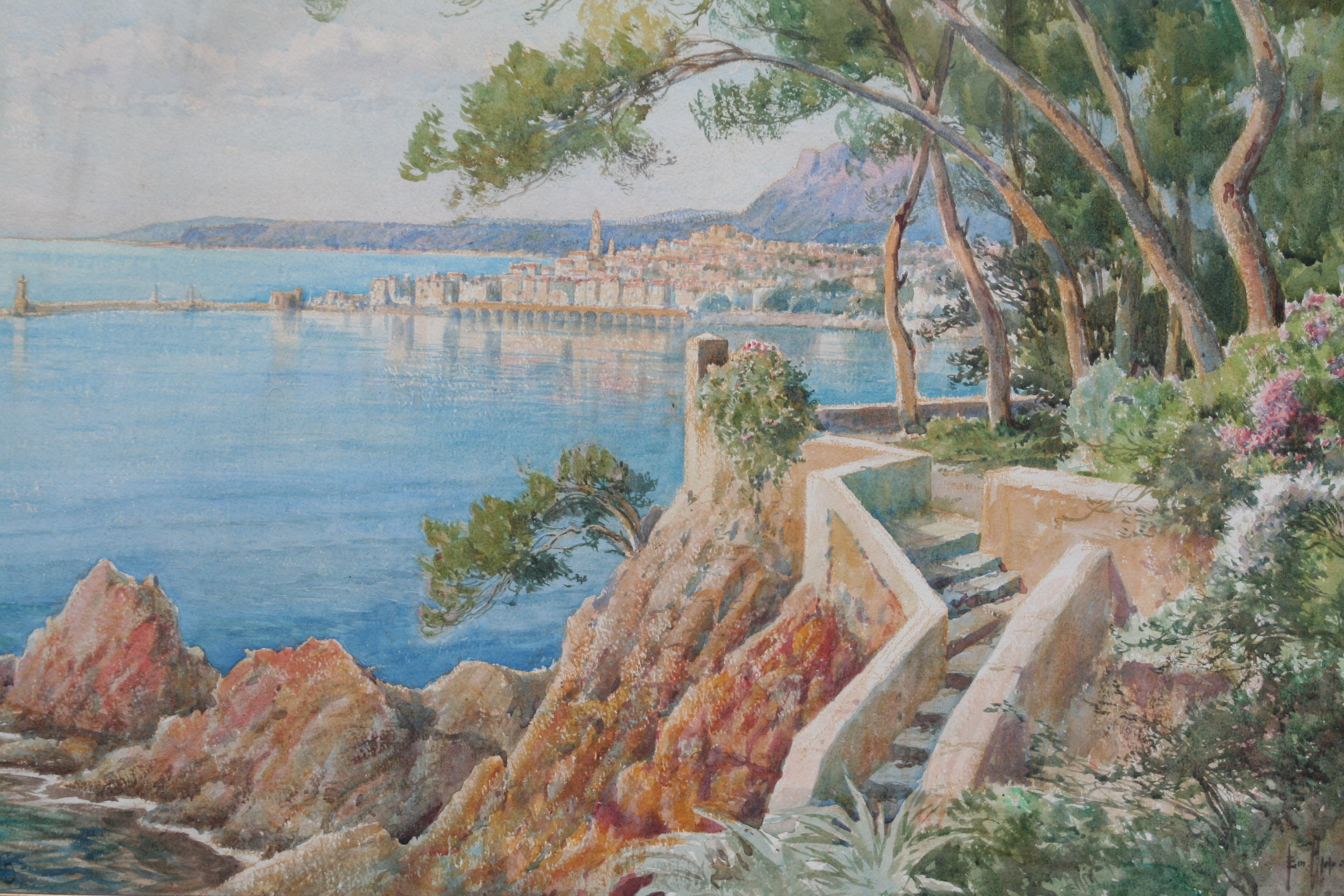
Emile Appay - Menton

Appay werd bekend met zijn landschappen.
- Le Port de Marseille - Aquarel (38 x 57 cm)
- Rue des halles et tour Charlemagne à Tours - Aquarel (39,5 x 29 cm)
- Menton - (70 x 54 cm)
- Pont sur la Seine à Rouen - olieverf (38x55 cm)
- Vue de la Salute, Venise - olieverf (38x55 cm)
- Rue de Louviers animée (Eure) – Aquarel (33x44 cm).
- Le Château Gaillard - Au petit Andely - Aquarel (60x75 cm)